# Adam Malik
Adam Malik (ur. 22 lipca 1917 w Pematang Siantar, zm. 5 września 1984 w Bandungu) – indonezyjski dziennikarz i polityk; w latach 1966–1977 minister spraw zagranicznych Indonezji, w latach 1978–1983 wiceprezydent Indonezji.